# Gyémánt (keresztnév)
A Gyémánt magyar eredetű női név, jelentése: gyémánt. Újabb keletű névalkotás.

## Gyakorisága
Az 1990-es években szórványos név, a 2000-es években nem szerepel a 100 leggyakoribb női név között.

## Névnapok
ajánlott névnap:
- július 19.[2]
- október 4.[2]